# Festival Ópera Prima de Tudela
El Festival Ópera Prima de Tudela es un certamen de cine español dedicado a primeros largometrajes nacionales y especializado en las obras debut de cineastas.

## Descripción
El Festival Ópera Prima de Tudela, que se celebra anualmente en Tudela, en la comunidad de Navarra, está impulsado por el Ayuntamiento de Tudela, a través de la Entidad Pública Empresarial Local Castel Ruiz, junto con la Asociación Cultural "Cine Club Muskaria". El certamen tiene como objetivo de impulsar, dar a conocer y premiar los primeros trabajos realizados en el cine español a lo largo del año. Su director es el escritor y cineasta español Luis Alegre, que también es director de la Muestra de Cine de Tudela y colaborador del Festival de Málaga.
Las películas presentadas pasan por un proceso de selección del cual quedan escogidas tan sólo siete, que son aptas para presentarse a los premios. Estas siete películas son también proyectadas durante los nueve días que dura el festival. Además, también se proyecta la ópera prima de reconocidos cineastas españoles, con una sección llamada "Su Ópera Prima". Por ejemplo, la obra debut proyectada en el Festival de 2018 fue Los Viajes Escolares de Jaime Chávarri.

## Premios
El Festival Ópera Prima de Tudela reparte cuatro premios entre los films seleccionados:
- Premio "Ciudad de Tudela" a la Mejor Película: premio concedido por el público y que se reparte entre la productora y la dirección.
- Premio "Príncipe de Viana" a la Mejor Dirección: premio otorgado por el jurado.
- Premio "Especial del Jurado": a una categoría novel (mejor película, mejor dirección, mejor guion o mejor interpretación).
- Premio Joven "Castel Ruiz Tudela": concedido por parte del alumnado de bachillerato y recibido por el director/a.

En el XIX Festival de Cine de Ópera Prima de Tudela de 2018, la Concejalía de Bienestar Social y Mujer e Igualdad del Ayuntamiento de Tudela otorgó un quinto premio, una mención especial, a aquella película considerada que "promovía el desarrollo de los valores para la igualdad". La película premiada fue Carmen y Lola de Arantxa Echvarría.

## Jurado
El jurado está formado por:
- Manuel Martín Cuenca, director de cine
- Luis Tosar, actor
- Claudia Vega, actriz
- Carlos Boyero, crítico de cine
- Silvia Alonso, actriz
- Carles Francino, periodista y presentador radiofónico
- Marina Seresesky, directora de cine, guionista y actriz